# Triethylamin
Triethylamin je organická sloučenina se vzorcem N(CH2CH3)3, zkráceně Et3N. Někdy se pro něj používá zkratka TEA, která ovšem může také označovat triethanolamin nebo tetraethylamonium.
Jedná se o bezbarvou těkavou se zápachem podobným amoniaku. Podobně jako diisopropylethylamin se používá jako zásada v organické syntéze.

## Příprava a vlastnosti
Triethylamin se vyrábí alkylací amoniaku ethanolem:
NH3 + 3 C2H5OH → N(C2H5)3 + 3 H2O
pKa protonovaného triethylaminu je 10,75, tato látka se tak i používá na přípravu pufrů o podobných hodnotách pH. Hydrochlorid triethylaminu je bezbarvá hygroskopická pevná látka, která se rozkládá při teplotách nad 261 °C.
Triethylamin je rozpustný ve vodě.
Mísí se i s běžnými organickými rozpouštědly, jako jsou aceton, ethanol a diethylether.
Laboratorní vzorky triethylaminu lze přečistit destilací s hydridem vápenatým.
V alkanových rozpouštědlech má triethylamin vlastnosti Lewisovy zásady, která vytváří adukty s Lewisovými kyselinami, například jodem a fenoly. Komplexy s přechodnými kovy příliš netvoří.

## Použití
Triethylamin má využití v organické chemii jako zásada, například v přípravách esterů a amidů z acylchloridů.
Při těchto reakcích vzniká chlorovodík, který s triethylaminem vytváří sůl triethylamoniumchlorid. Tímto se chlorovodík odstraní z reakční směsi, což umožní dokončení reakcí:
R2NH + R'C(O)Cl + Et3N → R'C(O)NR2 + Et3NH + Cl− (R, R' = alkyl nebo aryl)
Podobně jako ostatní terciární aminy tato látka katalyzuje tvorbu uretanových pěn a pryskyřic. Využití má také při dehydrohalogenacích a Swernových oxidacích.
Triethylamin lze snadno alkylovat za vzniku kvartérních amoniových solí:
RI + Et3N → Et3NR+I−
Nejvýznamnějším využitím triethylaminu je příprava kvartérních amoniových sloučenin pro textilní průmysl a výrobu barev. Také se používá k neutralizaci kyselin a ke katalýze kondenzačních reakcí a jako prekurzor léčiv, pesticidů i dalších sloučenin.
Soli triethylaminu se podobně jako jiné terciární amoniové soli používají v iontové intetrakční chromatografii, kde se využívají jejich amfifilní vlastnosti. Oproti kvartérním amonným solím jsou mnohem těkavější, což umožňuje analýzu pomocí hmotnostní spektrometrie.

### Ostatní použití
Triethylamin vytváří soli s pesticidy obsahujícími karboxylové kyseliny, jako jsou triklopyr a kyselina 2,4-dichlorfenoxyaoctová.
Triethylamin se používá v laboratořích jako anestetikum pro hmyz. Tímto se zajišťuje zachování materiálu používaného k určování jednotlivých druhů.
Hydrogenuhličitan triethylaminu se používá při analýzách pomocí chromatografie na obrácených fázích, často v gradientu, k oddělování nukleotidů a jiných biomolekul.
Ve 40. letech 20. století bylo zjištěno, že je triethylamin ve směsi s kyselinou dusičnou hypergolický, a uvažovalo se o jeho použití v prvních raketových motorech.